# کوین شاده
کوین شاده (زاده ۲۷ نوامبر ۲۰۰۱) بازیکن فوتبال آلمانی است که به عنوان وینگر در بوندسلیگای آلمان و باشگاه فرایبورگ بازی می‌کند.

## دوران باشگاهی
شاده در سال ۲۰۱۸ پس از پنج سال حضور در باشگاه انرژی کوتبوس به تیم جوانان فرایبورگ پیوست. او اولین بازی خود را با تیم جوانان فرایبورگ در ژوئیه ۲۰۱۹ مقابل بالینگر اس‌سی انجام داد. شاده اولین گل خود را هفته بعد در مقابل کیکرز اوفنباخ به ثمر رساند. در دسامبر همان سال، شاد اولین قرارداد حرفه‌ای خود را با باشگاه فرایبورگ امضا کرد.

## دوران ملی
شاده که از مادری آلمانی و پدری نیجریه ای متولد شده‌است، واجد شرایط بازی برای آلمان و نیجریه در مسابقات بین‌المللی است.

## آمار بازی‌ها

### باشگاهی
تا تاریخ ۶ نوامبر ۲۰۲۱
| باشگاه       | فصل     | لیگ         | لیگ  | لیگ | جام  | جام | دیگر | دیگر | جمع  | جمع |
| باشگاه       | فصل     | لیگ         | بازی | گل  | بازی | گل  | بازی | گل   | بازی | گل  |
| ------------ | ------- | ----------- | ---- | --- | ---- | --- | ---- | ---- | ---- | --- |
| فرایبورگ «ب» | ۲۰۱۹–۲۰ | لیگ منطقه‌ای | ۵    | ۱   | –    | –   | –    | –    | ۵    | ۱   |
| فرایبورگ «ب» | ۲۰۲۰–۲۱ | لیگ منطقه‌ای | ۲۶   | ۸   | –    | –   | –    | –    | ۲۶   | ۸   |
| فرایبورگ «ب» | ۲۰۲۱–۲۲ | لیگا ۳      | ۱    | ۲   | –    | –   | –    | –    | ۱    | ۲   |
| فرایبورگ «ب» | جمع     | جمع         | ۳۲   | ۱۱  | ۰    | ۰   | ۰    | ۰    | ۳۲   | ۱۱  |
| فرایبورگ     | ۲۰۲۰–۲۱ | بوندس‌لیگا   | ۰    | ۰   | –    | –   | –    | –    | ۰    | ۰   |
| فرایبورگ     | ۲۰۲۱–۲۲ | بوندس‌لیگا   | ۸    | ۰   | ۰    | ۰   | –    | –    | ۸    | ۰   |
| فرایبورگ     | جمع     | جمع         | ۸    | ۰   | ۰    | ۰   | ۰    | ۰    | ۸    | ۰   |
| مجموع        | مجموع   | مجموع       | ۴۰   | ۱۱  | ۰    | ۰   | ۰    | ۰    | ۴۰   | ۱۱  |